# Peperomia gracilis
Peperomia gracilis là một loài thực vật có hoa trong họ Hồ tiêu. Loài này được C. DC. miêu tả khoa học đầu tiên.